# Von Wright
von Wright ([fɔnˈvrɪkt]), är en svensk och finländsk adelsätt. Ätten tillkom i samband med att Georg Wright adlades den 13 september 1772. Sedan den 26 januari 1818 finns ätten representerad på Finlands riddarhus. Bland framstående ättemedlemmar märks filosofen Georg Henrik von Wright.

## Historik
Ättens stamfader är Georg Wright (död 1694) som inflyttade till Narva, enligt traditionella uppgifter från Skottland, var handelsman. Med sin hustru Anna Walding hade han flera barn, varav sonen Henric Wright efter rysk fångenskap under vilken han såldes som slav, flydde och gick i svensk tjänst och slutligen blev överste för Jämtlands regemente. Hans hustru Sophia Halenia var dotter till prosten Jonas Halenius av släkten Halenius och Anna Limnelia och släkt med ärkebiskop Petrus Kenicius från Bureätten genom sin farmor, som var ärkebiskopens syster, och längre tillbaks genom dennes dotter via ätten Bäfverfeldt. Deras dotter Hedvig Juliana Wright gifte sig Munck af Fulkila och blev mor till Adolf Fredrik Munck.
Henric Wrights och Anna Halenias äldste son Georg Henrik Wright (1723–1797) var överstelöjtnant och landshövding och adlades år 1772 med namnet von Wright samt introducerades år 1776 med nummer 2077. Åren mellan adlandet och introduktionen hade hans yngre bröder adopterats på hans adliga ätt och de introducerades samtidigt som han. En av dessa bröder, löjtnant Jonas Mauritz von Wright, var gift med Anna Christina Tawast och fick med henne sonen major Henric Magnus von Wright, som upptogs på Finlands riddarhus på nummer 149.
Den svenska ättegrenen utslocknade 1917 på svärdssidan, medan den finländska fortlever. Från denna har en medlem invandrat till Sverige och upptagits i föreningen Riddarhuset.[källa behövs]
År 2014 var 29 personer med namnet von Wright registrerade i den finländska Befolkningsregistercentralen, inkluderat utvandrare. I Sverige var en person med namnet von Wright registrerad.

## Personer ur ätten

### Finländska grenen
- Ferdinand von Wright (1822–1906), konstnär
- Georg Henrik von Wright (1916–2003), filosof
- Georg Jonas von Wright (1754–1800), militär och målare
- Heidi von Wright (född 1980), poet och kulturskribent
- Johan von Wright (1924–2015), psykolog
- Magnus von Wright (1805–1868), konstnär och ornitolog
- Marianne Frankenhaeuser, född von Wright (1925–2005), psykolog och professor
- Moira von Wright (född 1957), pedagogisk forskare, högskolerektor
- Viktor von Wright (1856–1934), fabrikör och socialpolitiker
- Wilhelm von Wright (1810–1887), konstnär och zoologisk illustratör